# 一次分数変換
数学の特に複素解析における一次分数変換（いちじぶんすうへんかん、英: linear fractional transformation）は、複素数体 C 上の射影直線 P(C) に対する射影変換であるメビウス変換を指す用語として用いられる。より一般の数学的文脈において、複素数体 C はもっと別の環 (A, +, ×) に取り換えることができる。この場合の一次分数変換は、環 A 上の射影直線 P(A) 上の射影変換の意味である。A が可換環ならば、一次分数変換はよく知られた形
{\displaystyle z\mapsto {\frac {az+b}{cz+d}},\quad (z,a,b,c,d\in A)}
として書き表すことができるが、非可換の場合には右辺の点の座標を斉次座標で (az + b, cz + d) と書くのが自然である。射影空間上の斉次座標の同値性に従えば、（cz + d が単元であるとき）
{\displaystyle U(az+b,cz+d)\sim U((cz+d)^{-1}(az+b),1)}
が成り立つことに注意する。

## 一次分数変換の等角性
各種二元数（通常の複素数、分解型複素数、二重数）の成す可換環は、「角度」で表すことのできる環である。これらに対してその虚軸上で定義された純虚指数函数:
{\displaystyle \exp(yj)=\cosh y+j\sinh y,\quad (j^{2}=+1),}
{\displaystyle \exp(y\epsilon )=1+y\epsilon ,\quad (\epsilon ^{2}=0),}
{\displaystyle \exp(yi)=\cos y+i\sin y,\quad (i^{2}=-1)}
（ただし、「偏角」y はそれぞれ、双曲角、傾き（抛物角）、円角としてそれぞれの環上で測った角度）は、(A, + ) 内の一径数群から単元群 (U(A), × ) への準同型写像を与える。
一次分数変換は逆数函数 z ↦ 1/z および一次函数 z ↦ az + b によって生成することができるから、その共形性（等角性）は生成元がそうであることを示すことで証明できる。実際、平行移動 z ↦ z + b は原点の取り換えであって角度を変えない。また相似変換 z ↦ az が等角であることは、a, z の極分解を考えれば、どの二元数環上でも偏角成分は a の偏角を z の偏角に加えるという等角写像になることから従う。それから反転変換 z ↦ 1/z は、b は j, ε, i の何れか (b2 = 1, 0, −1) として exp(yb) ↦ exp(−yb) となるからやはり等角である。